# 도르비니투코투코
도르비니투코투코(Ctenomys dorbignyi)는 투코투코과에 속하는 설치류의 일종이다. 학명은 프랑스 박물학자 알시드 도르비니의 이름에서 유래했다. 아르헨티나 북동부 지역에서 발견된다. 핵형은 2n=70, FN=84~88이며, 세포유전학적으로는 피어슨투코투코(C. pearsoni)의 일부 개체군과 구별할 수 없다. 피어슨투코투코 분류는 실제로 여러 종으로 나타날 수도 있다.